# 三(3,5-二甲基-1-吡唑基)硼氢化钾
三(3,5-二甲基-1-吡唑基)硼氢化钾是一种化合物，化学式为KHB[(CH3)2C3N2H]3，可简写为KTp*。Tp*−是一种蝎合配体。KTp*是一种白色晶体，可溶于极性溶剂，如水、醇等。

## 合成
三(3,5-二甲基-1-吡唑基)硼酸钾和三吡唑基硼酸钾的合成方法相似，由3,5-二甲基吡唑和硼氢化钾反应得到，反应放出氢气，B-N键形成的速率因硼周围由较大的位阻而较慢：
3 Me2C3N2H2  +  KBH4   →    KHB(Me2C3N2H)3  +  3  H2↑
其中，二甲基吡唑通过联氨和乙酰丙酮的反应制得。